# Sankt Josefshaus Herten

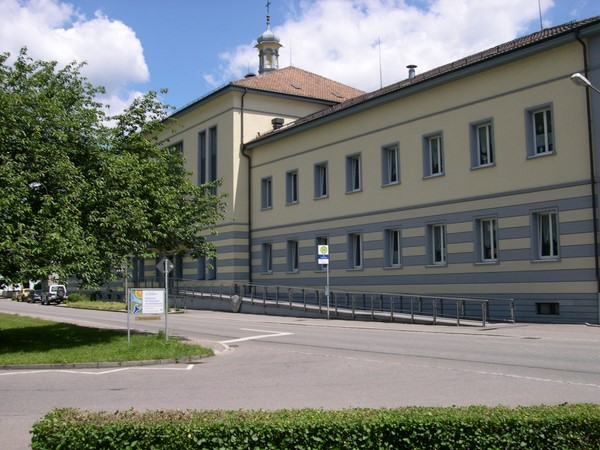
St. Josefshaus Herten

Das St. Josefshaus Herten ist eine katholische Einrichtung der Hilfe für Menschen mit Behinderungen im deutschen Bundesland Baden-Württemberg. Der Hauptstandort liegt im Ortsteil Herten der Stadt Rheinfelden (Baden).
Das St. Josefshaus gehört zu den frühesten Behindertenhilfe-Einrichtungen der Region, zu den heute größten in Südbaden und ist die älteste und größte im Landkreis Lörrach und so mit etwa 1.500 Beschäftigten auch einer der größten Arbeitgeber dort. Seit 2005 ist es auch in der Altenhilfe tätig und betreut an nun elf Standorten rund 900 Menschen mit Behinderungen bzw. Senioren.

## Geschichte

### 19. Jahrhundert

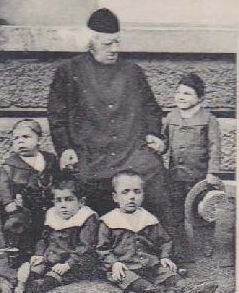
Karl Rolfus mit vier seiner Pfleglinge, St. Josefsanstalt Herten, um 1900

Das St. Josefshaus wurde von dem Hertener Dorfpfarrer Karl Rolfus auf Anregung der damaligen Oberin der Ingenbohler Schwestern, Maria Theresia Scherer, gegründet, um sich der „Kretinen“ (aufgrund Jodmangels geistig behindert) in Herten und Umgebung anzunehmen. Nach Rolfus ist heute die zum St. Josefshaus gehörende Karl-Rolfus-Schule benannt, nach Scherer die Theresia-Scherer-Schule.
1879 wurde die Keimzelle der Einrichtung eröffnet, das Haus „Maria Hilf“. Das ehemalige Bauernhaus mit Grundstück hatte Karl Rolfus mit Hilfe des damaligen Säckinger und später Neuenburgs am Rhein Stadtpfarrer Daniel Danner (* 1823 Münsingen, † 28. September 1900 Neuenburg am Rhein) und der Unterstützung von Gönnern und Basler Handwerkern günstig erwerben können.
Anfänglich wohnten dort drei schwerbehinderte Kinder, am Jahresende bereits 20 Pfleglinge. Sie wurden betreut von drei Pflegeschwestern aus dem Mutterhaus der Ingenbohler Kongregation. Schon bald erkannte Pfarrer Rolfus, dass auch seine „Pfleglinge“ einen Anspruch auf Bildung haben. Nachdem eine Beschulung in der örtlichen Volksschule gescheitert war, gründete er 1880 (schon ein Jahr nach der Eröffnung) eine eigene Schule – eine der ersten Sonderschulen Südbadens. Diese trägt seit 1992 auch seinen Namen (Karl-Rolfus-Schule) und konnte 2005 (unter Anwesenheit des Ministers für Kultus. Jugend und Sport in Baden-Württemberg) ihr 125-jähriges Jubiläum feiern.
Einige Jahre später gründeten Rolfus und Danner als künftige Eigentümer und Träger des Hauses nach staatlichem Recht den „St. Josefsverein“. Von 1884 bis 1889 erbaute der Verein das neue Haus „St. Josef“, das nunmehr Platz für 200 Bewohner bot. Am Jahresende 1889 lag die Zahl der Bewohner aber schon bei über 300. Infolge einer Grippeepidemie begann man das Krankenhaus „St. Elisabeth“ zu errichten, das 1893 fertig wurde. 1898 bis 1899 folgte das „Laurentiushaus“ für „epileptische Knaben“.

### 20./21. Jahrhundert
Nach dem Tod von Karl Rolfus am 2. März 1907 übernahm Prälat Franz Fünfgeld die Leitung der Einrichtungen, die damals bereits 550 Bewohner betreute. Er kaufte den zwischen Herten und Wyhlen gelegenen Landwirtschaftsbetrieb „Markhof“ zur Eigenversorgung der Behinderteneinrichtung. 1913 wurde der nächste Erweiterungsbau fertiggestellt, das „Franziskushaus“ für geistig behinderte Kinder und epileptische Mädchen. Um den Bedürfnissen der gestiegenen Betreutenzahl besser zu entsprechen, entstand 1925 eine Zentralküche mit Schwesternrefektorium und Schulräumen und das Rotbergsche Schloßgut in Bamlach (heute Ortsteil von Bad Bellingen) wurde erworben und umgebaut. 1928/29 errichtete man die Hertener St. Josefskirche und 1929/30 ein eigenes Gebäude für die Schule für epileptische und geistig behinderte Kinder. 1930 stellte sich die St. Josephs-Anstalt auf ihrem Briefkopf so vor: „Privat-, Unterrichts- und Erziehungsanstalt für Geistesschwache und Epileptische katholischer Konfession, hörende, taub- und hörstumme, sprachgebrechliche, blinde und körperlich verkrüppelte Kinder, Schulentlassene zur Arbeits- und Berufsbildung. Pflegeanstalt für Nichtbildungsfähige jeder Konfession, Alters und Geschlechts“.
1931 übernahm Karl Vomstein die Leitung des St. Josefshauses. 1939, die Nationalsozialisten waren inzwischen an der Macht, mussten die inzwischen 856 Bewohner im St. Josefshaus ans Reichsinnenministerium gemeldet werden, das die „Verlegung von Anstaltsinsassen im Rahmen besonderer planwirtschaftlicher Maßnahmen“ ankündigte. Zwischen Juli und Dezember 1940 wurden in fünf Transporten 345 Männer, Frauen und Kinder aus dem St. Josefshaus in die Tötungsanstalt Schloss Grafeneck deportiert und im Rahmen des NS-Euthanasieprogrammes („Aktion T4“) ermordet. An diese Toten erinnern Namenstafeln am Eingang der Hertener Josefskirche und ein von dem Rheinfelder Bildhauer Leonhard Eder geschaffenes Denkmal als Ergebnis verschiedener Gedenkveranstaltungen von 1997 bis 1999 und 2010 zum 70. Jahrestag der 345 Morde während der Nazi-Diktatur. Schülerinnen des Rheinfelder Georg-Büchner-Gymnasiums nahmen mit einer Forschungsarbeit zu Wilhelm Grein, der während des Euthanasie-Programms Hauptlehrer an der Karl-Rolfus-Schule war und mehrere Dutzende Bewohner retten konnte, am Geschichtswettbewerb des Bundespräsidenten und der Körber-Stiftung teil und erhielten dafür 2009 einen Förderpreis. Trotz der Bemühungen Greins befanden sich 1949 nur noch 421 Bewohner im St. Josefshaus, 1939 waren es noch 856 gewesen.
Nachfolger von Direktor Vomstein wurde 1953 Wilhelm Richard. Das St. Josefshaus betreute zu diesem Zeitpunkt wieder 670 Bewohner. 1966 folgt auf Richard Monsignore Hans Hauck. Er lässt 1966/67 das „Maria-Theresia-Haus“ mit eigenem Personaltrakt errichten und 1968 die Fachschule für Heilerziehungshilfe und Heilerziehungspflege einrichten, die 1971 staatlich anerkannt wurde. Zur Arbeitstherapie wurde der neue „Heinrichsbau“ errichtet, in dem die „Beschützende Werkstatt“, die Sonderberufsfachschule und eine elektromechanische Werkstatt Platz finden. 1972 entstand auf dem „Markhof“ das „Daniel-Danner-Haus“ und in Herten für weitere acht Gruppen das „Bernhardshaus“.
Unter dem neuen Direktor Alexander Sagi wurde noch 1976 eine Werkstatt für behinderte Menschen mit zunächst 120 Arbeitsplätzen gebaut. Zwei Jahre später wurde das Rotbergsche Schloßgut in Bamlach durch einen Neubau ersetzt. Nach wenigen Jahren ohne Bautätigkeit entstand von 1980 bis 1983 ein neues Therapiezentrum mit Wohnheim.
1994 trat Bernhard Späth das Amt als Direktor an. Unter seiner Ägide entstand 2002 das Wohn- und Pflegehaus „Peter und Paul“ für alte und stark pflegebedürftige Behinderte. 2003 erwarb das St. Josefshaus in Bad Rippoldsau den „Bonifazhof“, um Menschen mit Behinderungen heimatnahe Wohnangebote machen zu können. 2005 betätigte sich das St. Josefshaus erstmals in der Altenhilfe, indem es den Betrieb des Alten- und Pflegeheimes der katholischen Kirchengemeinde St. Fridolin in Lörrach-Stetten übernahm. 2007 folgte die Trägerschaft für ein neues Altenpflegeheim in Zell im Wiesental. Die Regionalisierung wurde durch den Bau eines Wohnhauses für Behinderte in der Innenstadt von Rheinfelden fortgesetzt. Ein umgewandeltes Legat des St. Josefshauses bildete den Grundstock der 2006 gegründeten Bürgerstiftung Rheinfelden.
Auch im rechtlichen Bereich erfolgte eine Umorganisation. Der operative Betrieb der Einrichtungen wurde 2007 in eine gemeinnützige GmbH ausgelagert, die Vermögensträgerschaft blieb bei der St. Josefshaus KdÖR. Anfang 2008 wurde das St. Josefshaus Mehrheitsgesellschafter des Alten- und Pflegeheimes „St. Franziskus“ in Bad Säckingen. 2010 wurde in der „Villa Schwobthaler“ in Endingen am Kaiserstuhl ein neuerbautes Wohnhaus für an Demenz erkrankte Menschen eröffnet.

## Organisation
Das St. Josefshaus ist rechtlich eine gemeinnützige GmbH, deren alleinige Gesellschafterin die kirchliche Körperschaft des öffentlichen Rechts St. Josefshaus KdöR ist; die Körperschaft ist ein sog. „altrechtlicher Verein“, der natürliche und juristische Personen als Mitglieder hat. Der Vorstand der St. Josefshaus KdöR besteht aus Birgit Ackermann. Geschäftsführerin der St. Josefshaus Betriebs-gGmbH ist Birgit Ackermann. Der Vorsitzende der Aufsichtsräte der St. Josefshaus KdöR und der Betriebs-gGmbH ist Klaus Eberhardt (Oberbürgermeister der Stadt Rheinfelden).
Die soziale Tätigkeit des St. Josefshauses gliedert sich in die drei Bereiche Behindertenhilfe, Altenhilfe und Bildung. Die vom St. Josefshaus getragene Theresia Scherer Schule, eine staatlich anerkannte Fachschule für Sozialwesen der Fachrichtung Heilerziehungspflege, bildet seit dem Jahr 1968 aus und war damit bundesweit eine der ersten Schulen mit dieser Ausbildungsrichtung.

## Standorte
- Bad Bellingen, Ortsteil Bamlach
- Bad Säckingen
- Bad Rippoldsau, Ortsteil Schapbach
- Efringen-Kirchen
- Lörrach, Ortsteil Stetten
- Müllheim im Markgräflerland
- Rheinfelden Stadt sowie Rheinfelden-Herten
- Weil am Rhein
- Zell im Wiesental